# Erich Koschik
Erich Koschik   (Hamburg, 3 de gener de 1913 - Hamburg, 21 de juliol de 1985) fou un piragüista alemany que va competir durant les dècades de 1930 i 1940.
El 1936 va prendre part en els Jocs Olímpics de Berlín, on guanyà la medalla de bronze en la competició del C-1 1000 metres del programa de piragüisme.
En el seu palmarès també destaquen quatre campionats nacionals, 3 de C-1 i un de C-2.